# Stečaj
Stečajni postopek ali stečaj  je oblika prenehanja prezadolženega ali plačilno nesposobnega dolžnika na način, da se v okviru postopka, ki ga operativno vodi stečajni upravitelj ob nadzoru sodišča, unovči celotne premoženje stečajnega dolžnika ter iz nje izoblikuje stečajna masa. Iz slednje se po pravilih in v vrstnem redu, kot ga določa zakonodaja, poplačajo upniki prezadolženega dolžnika.
Poleg stečaja pravnih oseb zakonodaja predvideva tudi stečaj fizičnih oseb – osebni stečaj.
Insolventni ali prezadolženi dolžnik lahko predlaga upnikom pred začetkom stečajnega postopka ter med njim sklenitev prisilne poravnave. Stečajni postopek lahko predlagajo upniki, sam dolžnik ali osebno odgovorni družbenik. Stečajni postopek opravlja stvarno pristojno sodišče, na katerega območju ima dolžnik svoj sedež.
Z dnem začetka stečajnega postopka se oblikuje stečajna masa, ki je vse dolžnikovo premoženje. V stečajnem postopku se sredstva, ki gredo v stečajno maso, unovčijo s prodajo premoženja in izterjavo terjatev.

### Prijava terjatev v stečajnem postopku:
Prijava terjatve mora poleg podatkov o upniku, dolžniku in sodišču vsebovati tudi podatek o opravilni številki stečajnega postopka in jasno določen zahtevek za priznanje terjatve in morebitnih ločitvenih ter izločitvenih pravic. Terjatev je treba opredeliti s podatki o višini glavnice in naslovu, ki predstavlja podlago zanjo, prijavo morebitnih stroškov ter obresti, ki so natekle do dneva začetka stečajnega postopka. Zakonodaja za predvideva elektronsko vlaganje prijav terjatev ter ločitvenih in izločitvenih pravic na elektronski naslov pristojnega sodišča.
O priznanju vseh pravočasno prijavljenih terjatvah in pravicah se je dolžan stečajni upravitelj izjasniti v roku enega meseca. Navedeno stori v obliki izdelave osnovnega seznama preizkušenih terjatev, ki se objavi na spletnih straneh AJPES-a. Zoper slednjega lahko upniki vložijo ugovor, v kolikor so podatki o njih oz. njihovi terjatvi ali pravici napačni (ne pa tudi iz razloga, ker se ne strinjajo z odločitvijo stečajnega upravitelja o priznanju njihove terjatve ali pravice). Po preverbi vseh vloženih ugovorov stečajni upravitelj izdela končni seznam preizkušenih terjatev, ki se skupaj z izdanim sklepom o preizkusu terjatev objavi na spletnih straneh AJPES-a.
V kolikor prijavljene terjatve oziroma ločitvene ali izločitvene pravice s sklepom o preizkusu terjatve niso priznane, lahko upnik v roku enega meseca od objave sklepa sproži sodni spor za ugotovitev obstoja prerekane terjatve oziroma pravice. Enako možnost ima tudi upnik, ki s  priznanjem terjatve drugega upnika ne soglaša (spor za ugotovitev neobstoja priznane terjatve).
Delničarji in lastniki deležev se poplačajo šele po morebitnem popolnem poplačilu dolžnikovih upnikov. Poplačajo se v sorazmerju z nominalno vrednostjo njihovih delnic oziroma deležev.